# جو رايلي (لاعب كرة قاعدة)
جو رايلي (بالإنجليزية: Joe Reilly)‏ هو لاعب كرة قاعدة أمريكي، (ولد في نيويورك في الولايات المتحدة 1861  م).

## وصلات خارجية
- جو رايلي على موقعبيزبول رفرنس.كوم (الدوري الرئيسي) (الإنجليزية)